# Der Glöckner von Notre Dame (1997)
Der Glöckner von Notre Dame (Originaltitel: The Hunchback) ist ein US-amerikanisch-kanadisch-tschechisch-ungarisches Filmdrama von Peter Medak aus dem Jahr 1997. Es ist eine der Verfilmungen des Romans Der Glöckner von Notre-Dame von Victor Hugo aus dem Jahr 1831. Die Hauptrollen spielten Richard Harris, Mandy Patinkin und Salma Hayek.

## Handlung
Die Handlung beginnt im Jahr 1480 in Paris. Der Geistliche Dom Frollo findet auf den Stufen der noch im Bau befindlichen Kathedrale Notre Dame de Paris ein Baby und nimmt es auf, da das Haus Gottes für alle Menschen eine Zuflucht bildet. 25 Jahre später am Tag des Narrenfestes tanzt das Zigeunermädchen Esmeralda für die Bürger der Stadt. Der Hässlichste unter ihnen, der inzwischen herangewachsene Quasimodo, wird zum König der Narren gewählt. Sein Gesicht ist deformiert, er hat einen Buckel, hinkt und ist taub. Er ist als Glöckner der Kathedrale tätig und verliebt sich in die schöne Esmeralda. Der ernste Dom Frollo, Quasimodos Vorgesetzter und Vaterersatz, beendet das lustige Treiben. Er verbietet seinem Schützling, sich außerhalb der Kirchenmauern aufzuhalten, wo er Gefahren und Versuchungen ausgesetzt sei.
Die Zigeunerin wird von Männern überfallen. Der junge Redner Gringoire und Quasimodo stehen ihr bei. Die Reiterwache nimmt den unschuldigen Quasimodo fest. Gringoire, der bewusstlos geschlagen wurde, wacht unter den Zigeunern wieder auf. Sie wollen ihn hängen, falls sich keine Frau unter ihnen findet, die ihn heiratet. Esmeralda meldet sich, und sie werden getraut. Quasimodo wurde unterdessen zu 50 Schlägen mit der neunschwänzigen Katze verurteilt. Esmeralda bittet den französischen König Ludwig XI. erfolglos um Gnade für den Unschuldigen. Quasimodo wird ausgepeitscht und eine Stunde am Pranger dem Gespött der Leute preisgegeben. Dom Frollo beobachtet alles unbarmherzig. Einzig Esmeralda bringt dem Verurteilten Wasser.
Gutenberg hat die Druckerpresse erfunden. Der König und sein erster Minister sind anderer Meinung als Dom Frollo, der mit allen Mitteln gegen diese „verdammungwürdige“ Maschine eintritt, da es damit einfach sei Pamphlete zu verfassen. Dom Frollo ist ebenfalls in Esmeralda verliebt, doch sie weist ihn ab. Mit ihrem Messer ersticht der Geistliche den Minister. Die Zigeunerin wird als Mörderin verhaftet, gefoltert und verurteilt. Quasimodo rettet die Frau, der die Hinrichtung am Galgen droht, indem er mit einem Seil zu ihr schwingt und bringt sie in die Kathedrale. Rufe, sie sei eine Hexe, werden laut. Soldaten attackieren das Gebäude und versuchen das Portal aufzubrechen. Der Respekt vor Dom Frollo, der vor sie hintritt, gebietet ihnen Einhalt. Quasimodo und Esmeralda lernen sich im Glockenturm näher kennen. Er versteht sie, kann sprechen und erweist sich als belesen. Er druckt einen Aufruf an die unzufriedenen Bürger von Paris. Der König verbietet alle gedruckten Bücher und die Druckerpressen. Als Quasimodo abwesend ist, liefert Dom Frollo Esmeralda der Justiz aus. Ein Aufruhr der Bürger bewahrt sie vor dem Galgen. Quasimodo erpresst ein Geständnis von Dom Frollo. Daraufhin spricht der König Esmeralda frei. Dom Frollo sticht auf Quasimodo ein und will auch die begehrte Frau töten, wird aber von dem schwer verletzten Quasimodo den Kirchturm hinab in den Tod gestoßen. Auch der schwer verwundete Quasimodo stirbt, während Esmeralda seine Hand hält. Sie und ihr Mann läuten zum Abschied die Glocken.

## Kritiken
Das Lexikon des internationalen Films bezeichnete den Film als eine „blutleere“ Romanverfilmung.

## Auszeichnungen
Der Film wurde im Jahr 1997 für die Kulissen, die Kostüme, die Frisuren und das Make-Up für den Emmy Award nominiert. Er wurde 1998 für die Toneffekte und für den Tonschnitt der Dialoge für den Golden Reel Award nominiert. John Fasano wurde 1998 für den Writers Guild of America Award nominiert. Salma Hayek wurde 1998 für den ALMA Award nominiert.

## Hintergrund
Der Film wurde in Budapest, in Prag und in Rouen gedreht.